# Taliqua Clancy
Taliqua Clancy (ur. 25 czerwca 1992 w Kingaroy) – australijska siatkarka plażowa, wicemistrzyni olimpijska z 2020 roku oraz brązowa medalistka Mistrzostw Świata z 2013 roku z Mariafe Artacho del Solar. Wcześniej Taliqua brała udział w Igrzyskach Olimpijskich w Rio de Janeiro wraz z Louise Bawden zajmując piąte miejsce.